# Eupomatiaceae
Eupomatia là một họ thực vật hạt kín. Họ này được nhiều nhà phân loại học công nhận.
Hệ thống APG III năm 2009 (không đổi so với Hệ thống APG II năm 2003 và Hệ thống APG năm 1998), cũng công nhận họ này và gán nó vào bộ Magnoliales của nhánh magnoliids. Họ bao gồm 3 loài cây gỗ và cây bụi trong một chi, Eupomatia, sinh sống tại New Guinea và miền đông Australia. Môi trường sống của các loài cây này là rừng mưa nhiệt đới, từ sát mực nước biển tới độ cao 1.300 m. Họ này có quan hệ gần với họ Annonaceae và đã từng được miêu tả như là một phần của họ đó.

## Hóa thực vật
Có sự hiện diện của các lignan và ancaloit (như sampangin, eupomatin-1, liriodenin và lanuginosin, các chất kháng sinh và chất kháng nấm), cũng như các proanthocyanidin, cyanidin và flavonoit, đặc biệt là velutin. Không có các iridoit, flavonol và axít ellagic, glicozit.

## Sử dụng
Gỗ nhiều màu sắc của E. laurina được đánh giá cao, và quả của nó được sử dụng để làm thức uống, mứt và kẹo tại Australia. Thổ dân Australia gọi chúng là bolwarra.

## Hình ảnh

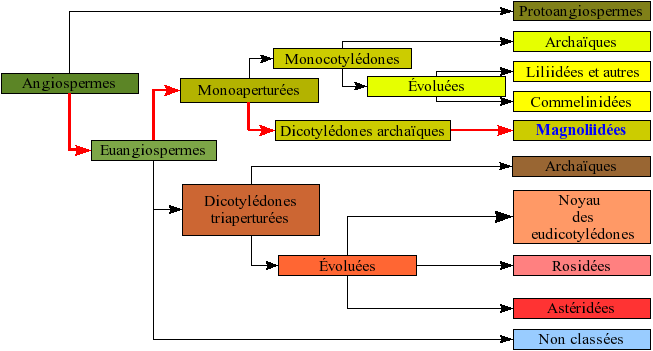